# Томас ле Рів

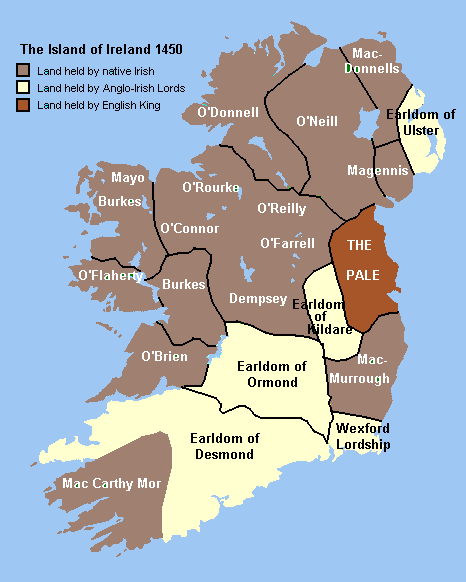
Ірландія в середні віки. Показані англійські володіння, володіння графів Ормонд та Фіцджеральд, володіння незалежних ірландських кланів та королівств.

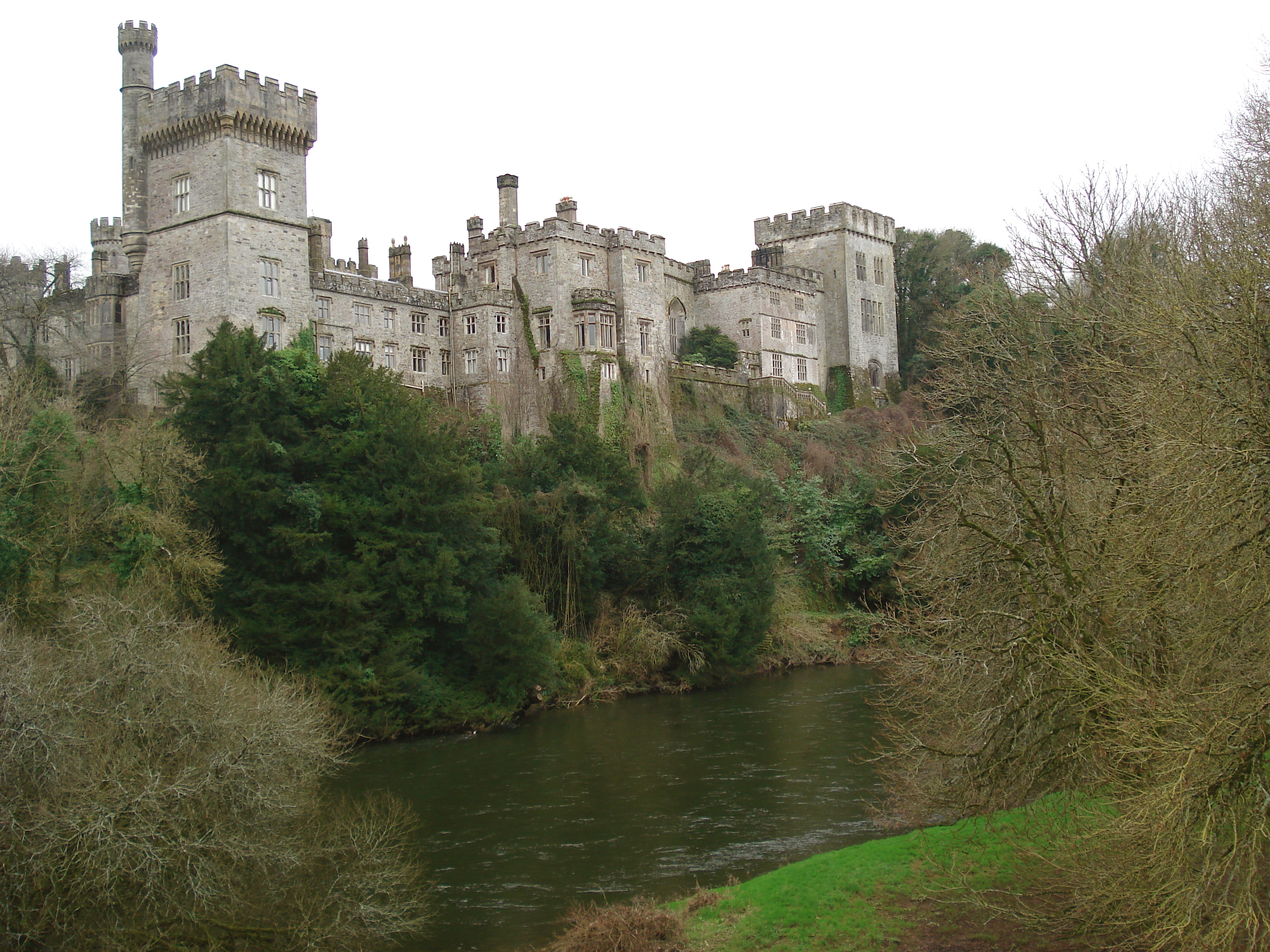
Замок Лісмор, Ірландія.

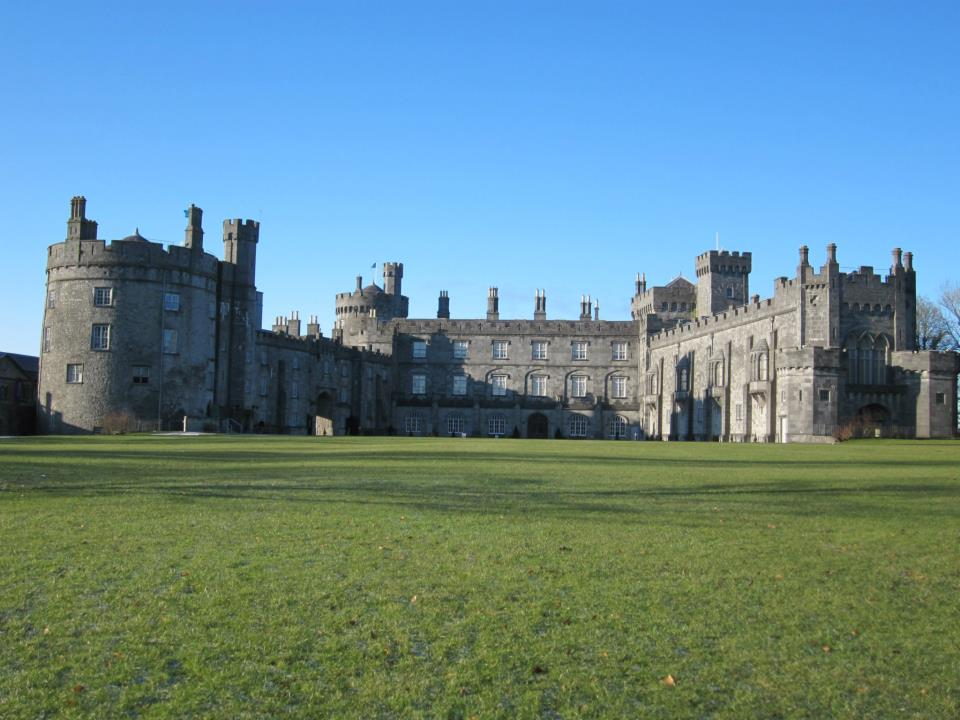
Замок Кілкенні, Ірландія.

Томас ле Рів (анг. - Thomas le Reve) (помер у 1394 р.) – відомий церковний та державний діяч Ірландії, політик, юрист, перший єпископ Вотерфорду та Лісмору після об’єднання двох престолів у 1363 році, володів посадою лорд-канцлера Ірландії. Це була сильна духом і бойова особистість, він не боявся конфлікту з церковним керівництвом.

## Життєпис

### Походження і ранні роки
Про його молодість відомо небагато, але згадка про його «старість» на момент смерті свідчить про те, що він народився на початку чотирнадцятого століття. Вважається, що його ім’я є ранньою формою імені Рівз, яке згодом стало поширеним в Ірландії. У нього був принаймні один брат Волтер, що також був священиком. Томас ле Рів був пребендарієм єпархії Кіллалое, а потім єпархії Лісмора, а також каноніком Лісморського собору. Деякий час він також був архідияконом Кашеля.

### Єпископ
Томас ле Рів став єпископом Лісмора в 1358 році. У 1363 році Папа Урбан V об’єднав кафедри Лісмору і Уотерфорду. Ле Рів як першим єпископом об'єднаного престолу [1]. Унія була декретована ще в 1327 році папою Іоаном XXII, але мала набути чинності після смерті єпископа, що помер раніше, але з незрозумілих причин унія не відбулася після смерті Джона Лейна (або Джона Лоно), попередника Томаса ле Ріва на посаді єпископа Лісмора, у 1354 році. Цілком можливо, що Томас ле Рів використав свій вплив, щоб переконатися, що він, а не Роджер Кредок, єпископ Вотерфордський, що мав стати наступником об’єднаного престолу після смерті Лейна, стане першим єпископом. Хоча король Англії та Ірландії Едуард III наказав передати атрибути єпархії Роджеру Крадоку, цього не було зроблено; а через чотири роки, коли Роджер Крадок був переведений на престол Ландаффа, Томаса ле Ріва було затверджено єпископом об’єднаного престолу без офіційних виборів [2].
Частину 1363 року Томас ле Рів провів при папському дворі в Авіньйоні, де домагався низки пільг для себе та духовенства своїх єпархій, але лише деякі з них були надані [3].

### Лорд-канцлер Ірландії
У 1367 – 1368 роках Томас ле Рів отримав посаду лорд-канцлера Ірландії. Збереглося багато записів про його перебування на посаді, але його звинувачували в неналежній поведінці у використанні Великої Державної Печатки Ірландії для ретроспективного призначення власних кандидатів на певні посади, зокрема в його незграбних спробах представити свого брата Волтера церкві, як священика з графства Міт, хоча його посада була скасована королем особисто. Можливо, це стало причиною його усунення з посади [1]. Коротка боротьба за владу розгорнулася між друзями Томаса ле Ріва при дворі та друзями його суперника на посаду, Томаса де Берлі, пріора Ордену Святого Іоанна Єрусалимського, що мав перевагу тривалого досвіду роботи на посаді лорд-канцлера Ірландії. Лорд-канцлер Ірландії у 1359 – 1364 роках Томас де Берлі вийшов переможцем у боротьбі за посаду [4].
Томас ле Рів був присутній на засіданні ірландського парламенту в Кілкенні в 1367 році, на якому було прийнято знаменитий Статут Кілкенні, спробу встановити жорсткий юридичний і культурний поділ між ірландцями та англо-ірландцями. Томас ле Реве повністю підтримав той дискримінаційний Статут [5] за яким ірландці по суті оголошувались людьми другого сорту і позбавлялись будь-яких прав. Томас ле Рів також був присутній на парламенті 1371 року, де посварився як з лорд-скарбником Ірландії Стівеном де Валле (або Воллом), єпископом Лімерика, так і з лорд-лейтенантом Ірландії сером Вільямом де Віндзором. Відносини з Віндзором залишалися поганими протягом усього перебування Віндзора на посаді. Існує припущення, що Віндзор помстився в парламенті 1375 року, де Томасу ле Ріву було доручено сумнозвісно непопулярне завдання збору податків [6].
Томас ле Рів залишився радником Таємної Ради Ірландії і, незважаючи на свій похилий вік, час від часу відвідував її засідання.

### Конфлікт з архієпископом Кашеля
Мабуть, наше найкраще розуміння характеру Томаса ле Ріва випливає з уявлення про нього в письмовій розповіді про візит Філіпа де Торрінгтона, архієпископа Кашеля, у 1374 році. Томас ле Рів постає з цієї розповіді як грізна та сварлива особистість, яким насправді був Торрінгтон. У нас є лише сторона історії Торрінгтона, яка може бути не зовсім об’єктивною [8], але те, що Томас ле Рів міг бути сварливим, стає зрозумілим із його зіткнень з Віндзором і єпископом де Валле.
За словами Торрінгтона, Томас ле Рів чинив опір візиту за допомогою збройної сили, і, хоча вже був старим за середньовічними мірками, він фізично напав на архієпископа. Потім він зі схваленням подивився, як архідиякон Кашельський, який супроводжував Торрінгтона, зазнав нападу та був серйозно поранений озброєними людьми зі свити Томаса ле Ріва [8].
На диво, з цього епізоду вийшло мало результатів. Торрінгтон відлучив Томаса ле Ріва від церкви, але цей рішучий крок не мав явного впливу на кар’єру Томаса ле Ріва. У 1377 році, перебуваючи в Англії, Торрінгтон намагався переконати тамтешній уряд вжити заходів проти єпископа, але знову, з того нічого не вийшло [8], і коли Торрінгтон помер у 1380 році, Томас ле Рів все ще володів своїм престолом.

### Смерть
Незважаючи на свій вік, він все ще був активним на своєму Престолі в 1391 році, коли отримав призначення нового парафіяльного священика Кілмеадана [9]. Він помер у похилому віці у вересні 1394 року [1].